# Заблудина, Ирина Александровна
Ирина Александровна Заблудина (род. 24 февраля 1987, Краснодарский край) — российская дзюдоистка, чемпионка и призёр чемпионатов России, обладательница Кубка России, призёр чемпионатов Европы, мастер спорта России международного класса.

## Биография
Выпускница Самарской академии государственного и муниципального управления. Член сборной команды страны с 2004 года. Участница Летних Олимпийских игр 2012 года в Лондоне и 2016 года в Рио-де-Жанейро. В Лондоне в 1/16 финала Заблудина проиграла кубинской спортсменке Марти Мэллой и прекратила борьбу за награды. В Рио-де-Жанейро в 1/16 финала уступила американской дзюдоистке Дарсине Мануэль и выбыла из дальнейшей борьбы.

## Спортивные достижения
- Чемпионат России по дзюдо 2006 года — ;
- Чемпионат России по дзюдо 2008 года — ;
- Чемпионат России по дзюдо 2009 года — ;
- Чемпионат России по дзюдо 2010 года — ;
- Чемпионат России по дзюдо 2011 года — .

## Победа над Путиным
8 января 2016 года Ирина Заблудина положила на лопатки 63-летнего президента России Владимира Путина, который проводил тренировку с российской сборной по дзюдо в Сочи в Южном федеральном центре спортивной подготовки сборных команд «Юг Спорт».